# 나이팅게일 간호 학교

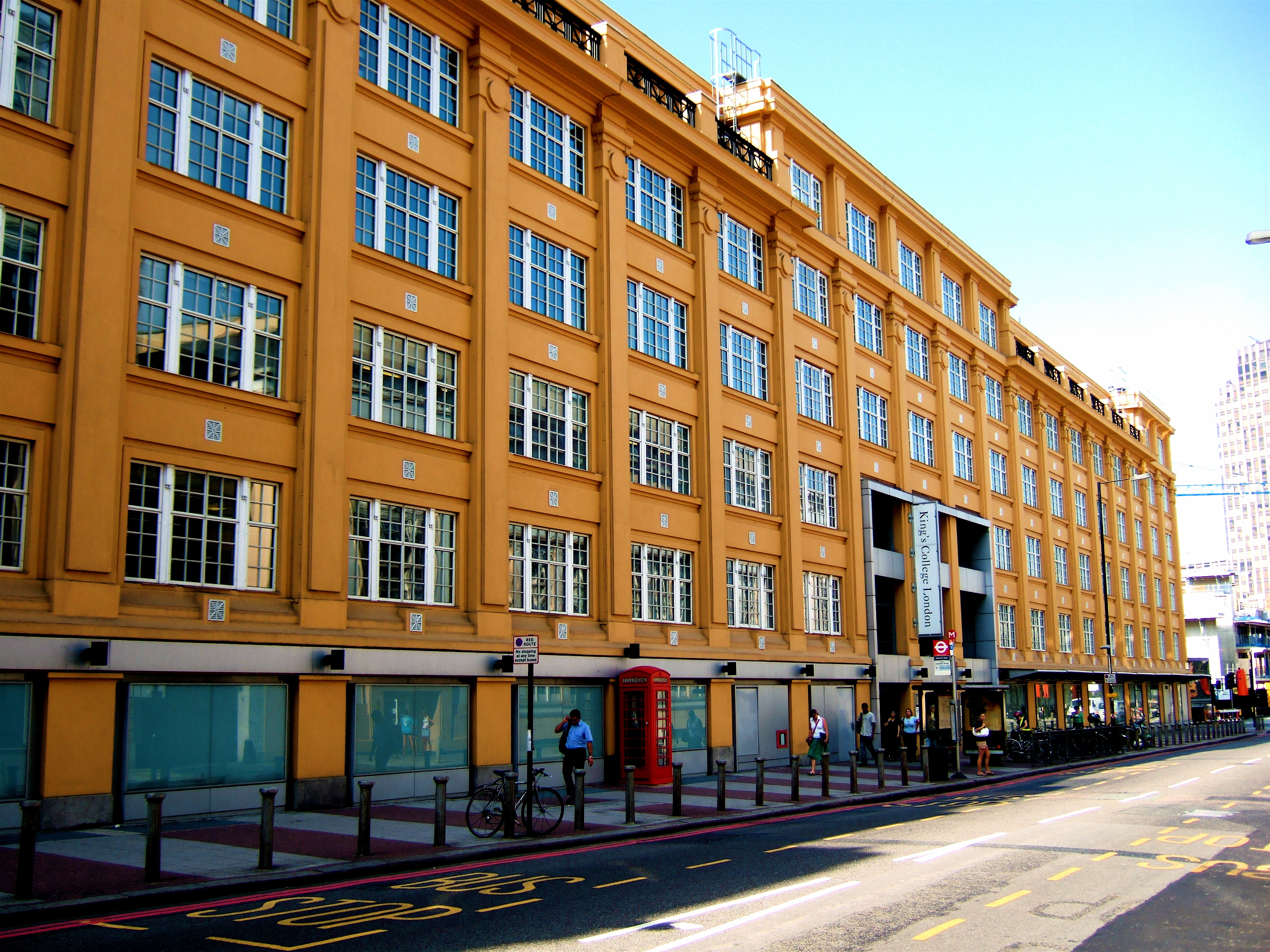

나이팅게일 간호 학교(Florence Nightingale School of Nursing and Midwifery)는 플로렌스 나이팅게일이 1860년 영국 런던 성 토머스 병원에 세운 간호 전문 학교이다. 현재는 킹스 칼리지 런던의 일부이다.